# Væk fra vinduet
Væk fra vinduet er en dansk kortfilm fra 2014 instrueret af Emma Kolle og Viola Hjorth efter deres manuskript.

## Handling
Filmen handler om en vinduespudser, der gennem sit job udlever sin passion for vindueskiggeri. På en helt almindelig arbejdsdag går det galt. Han overværer et skænderi, og pludselig bliver han indblandet i en konflikt, der får skæbnesvangre følger.